# L'Étoile de Ratner
L'Étoile de Ratner (titre original :Ratner's Star) est un roman de l'écrivain américain Don DeLillo, publié en 1976.

## Résumé
L'Étoile de Ratner raconte l'histoire d'un enfant mathématicien prodige, Billy Twillig, qui arrive dans une installation secrète pour travailler sur le problème du déchiffrage d'un message mystérieux qui semble venir de l'espace. 

## Analyse
Ce roman a été décrit comme « fameusement impénétrable ».
Il est aussi qualifié de satire ménippéenne et apparenté aux œuvres de Thomas Pynchon, notamment à L'Arc-en-ciel de la gravité (1973). 
Les critiques comparent le protagoniste, Billy Twillig, au Billy Pilgrim de Kurt Vonnegut, le héros d'Abattoir 5 (1969).
Le roman est raconté en deux parties ; la première est un récit conventionnel, la seconde l'est moins. L'auteur a déclaré que le modèle structurel qui l'a inspiré dans sa dualité même était Les Aventures d'Alice au pays des merveilles (Alice's Adventures in Wonderland) et De l'autre côté du miroir (Through the Looking-Glass) de Lewis Carroll.
Le roman développe l'idée que la science, les mathématiques et la logique - en se séparant du mysticisme - ne contiennent pas la peur de la mort et n'offrent donc pas de répit. 